# Hypocala limbata
Hypocala limbata là một loài bướm đêm trong họ Noctuidae.